# Rose Bowl Italia

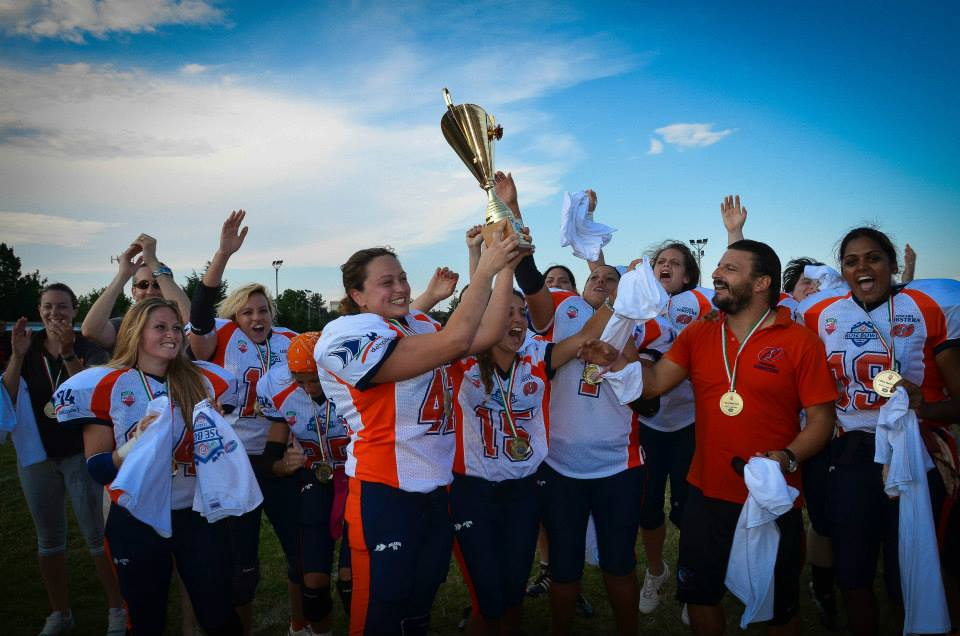
Premiazione della squadra vincitrice del primo Rose Bowl della storia.

Il Rose Bowl Italia è la finale del Campionato italiano di football americano femminile.
La prima edizione si è disputata presso lo stadio Mike Wyatt Field di Ferrara, Emilia-Romagna, il 6 luglio 2013 fra le Furie Cernusco sul Naviglio e le Pescara Lobsters. La gara è stata vinta dalle Lobsters con il punteggio di 26-25 dopo un overtime, portando così per la prima volta in terra abruzzese un titolo nazionale nel Football Americano. Luisa Camplone, wide receiver e cornerback delle Lobsters è stata eletta MVP dell'incontro.
Le Furie hanno avuto la designazione di team casalingo, a seguito della regola della differenza punti, in quanto entrambe le squadre hanno chiuso la regular season con un record di 3-1 (con loro, anche le Black Marines hanno concluso con un record di 3-1, ma escluse dal Rose Bowl a seguito dell'applicazione del regolamento della differenza punti). Durante la regular season, le due squadre si erano affrontate a Pescara, dove le padroni di casa delle Lobsters avevano avuto la meglio per 25-19.

## Regular season

### Furie
Con un record di 3-1 in regular season, le Furie sono arrivate al Rose Bowl, anche a seguito di una migliore differenza punti. Nella week 1, giocata in casa, le Furie si sono imposte sulle Tempeste/Sirene con il punteggio di 21-0, guidate dal Running Back Giorgia Pezza (eletta miglior giocatrice del campionato). La stessa terminerà la partita portando palla 12 volte per un totale di 147 yrds, segnando un Td su corsa, e ricevendo per 14 yrds, segnando anche un Td in ricezione. 
Nella Week 2, giocata a Castellanza (VA), le Furie hanno travolto le Neptunes Bologna con un punteggio di 6-32. All'iniziale vantaggio milanese della solita Giorgia Pezza, risponde Zocca per le bolognesi su ricezione (entrambe le trasformazioni fallite). Le milanesi tornano in vantaggio ed allungano sul punteggio di 6-25 grazie al proprio quarterback Carminati, che segna 3 Td personali su corsa. Chiude il match fissando il punteggio sul definitivo 6-32, una corsa per 40 yrds della Dell'Orto.
Nella week 3, le Furie incontrano, a Pescara, le padroni di casa delle Lobsters, in quella che sarà l'anticipo della finale. Ad una straordinaria Giorgia Pezza, a segno con 3 Td su corsa ed un totale di 164 yrds corse, risponde una grandissima Anna Vannozzi, running back pescarese con 3 Td su corsa ed un totale di 153 yrds corse. A fare la differenza sul punteggio, un Td su intercetto di Luisa Camplone per le pescaresi. 25-19 per le padrone di casa e prima sconfitta per le Furie.

La week 4, le ragazze di coach Vismara affrontano, in terra capitolina, le padroni di casa delle Black Marines, in quello che sarà il match più importante. Le Furie riescono ad imporsi per 32-20, con 3 Td su corse del quarterback Carminati, e 2 Td della solita Pezza, entrambi su corsa.

Nella week 5, (giornata in onore della memoria di Erika Lazzari, giocatrice delle Neptunes Bologna scomparsa a soli 26 anni) le Furie riposano, ma con uno sguardo al big match di giornata tra Lobsters e Black Marines.

Con un piede già alla finale, il risultato finale di 13-6 in favore delle Black Marines conferma le previsioni della vigilia,

decretando le milanesi finaliste contro l'unica squadra che è stata in grado di batterle in regular season.

### Lobsters
Le Lobsters arrivano al Rose Bowl con il roster più corto del campionato (solo 12 ragazze impegnate in doppi ruoli) e con un record di 3-1.
Esordiscono nella week 2, avendo riposato nella prima. Nella lunghissima trasferta di Castellanza nel Varesotto, le pescaresi si impongono per 24-12 sulle padrone di casa delle Tempeste/Sirene. Aprono le segnature due Safety della difesa pescarese. Angelica Vannozzi segna il primo Td del campionato pescarese con una corsa di 32 yrds. A segno per le Lobsters anche Crocetta e Camplone, entrambe su corsa. Risponde per le ragazze di casa, Nicola Erica, con due Td su corsa.

La week 3, le pescaresi ospitano in casa le Furie Cernusco sul Naviglio, vincendo per 25-19. Passate in svantaggio dopo una  lunghissima corsa della Pezza, le Lobsters trovano l'immediato pareggio grazie ad una corsa da 50 yrds di Vannozzi Anna. Un intercetto riportato in Td da Camplone fissa il punteggio sul 12-6 poco prima della fine del primo tempo. Il secondo tempo si apre con il secondo Td di giornata per Anna Vannozzi, che con una corsa da 43 yrds porta il punteggio sul 19-6. Le Furie reagiscono con grande personalità. Giorgia Pezza si carica le Furie in spalla e segna 2 td che portano il punteggio in parità sul 19-19. Solo una ennesima corsa del running back pescarese Anna Vannozzi (che chiuderà l'incontro con 153 yrds corse e 3 Td),  a soli 10 secondi dal termine del match, riporta in vantaggio le Lobsters e fissa il risultato sul definitivo 25-19.

La week 4 vede le Lobsters affrontare le Neptunes Bologna. Il punteggio finale è di 26-12 per le pescaresi. A segno il quarterback Di Pietro su corsa (sua anche una trasformazione), Crocetta, con una corsa da 27 yrds (sua anche una trasformazione, nonché 3 placcaggi in difesa), e doppio Camplone, entrambi i suoi Td su corsa.

La week 5  è la partita del dentro o fuori per le ragazze abruzzesi. Le Lobsters sfidano le Black Marines in quella che è stato il match che ha definito le due squadre finaliste. Il punteggio di 13-6 in favore delle Black Marines non basta alla formazione formata da ragazze di Ferrara e Roma. Le Lobsters possono festeggiare l'accesso al Rose Bowl, ad attenderle saranno le Furie, già battute in regular season.

La crew arbitrale è stata la seguente: Referee Massimo Americi, Umpire Bojan Stevanovic, Linesman Francesco Mariotti, Linejudge Angela Maria Ferrante, Backjudge Giacomo Marcuccetti.

## Rosters

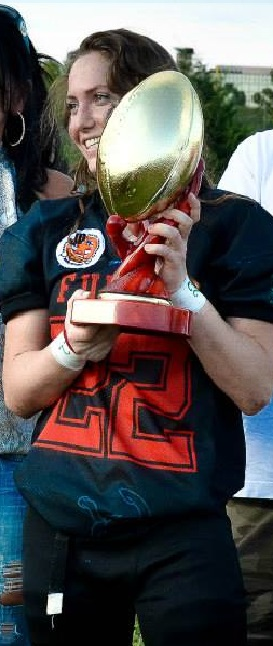
Giorgia Pezza riceve il premio "Erika Lazzari" come miglior runningback del campionato.

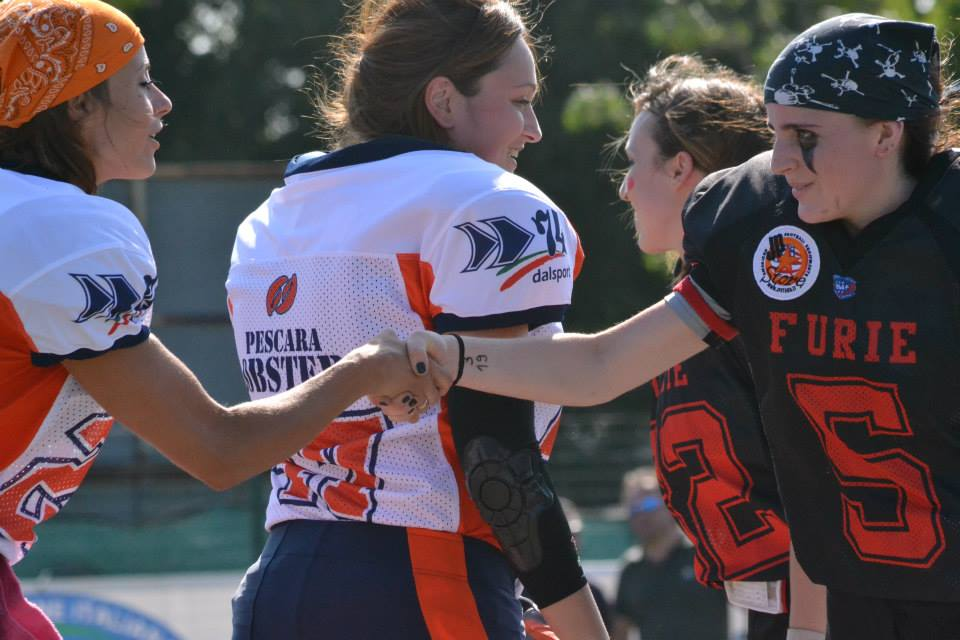
I Quarterback Di Pietro (LOB) e Carminati (FUR) si stringono la mano prima dell'incontro.

| Furie                           | Lobsters                        |
| ------------------------------- | ------------------------------- |
| 3 CB/S Miriam Perego            | 1 WR/DL Maria Cecilia Altamira  |
| 5 QB Beatrice Eugenia Carminati | 13 WR/DL Maria Victoria Altmira |
| 7 LB Erika Pigazzini            | 18 RB/LB Angelica Vannozzi      |
| 8 LB Serena Murabito            | 19 CB Molly Ciarciaglini        |
| 22 RB Giorgia Pezza             | 24 RB/LB Anna Vannozzi          |
| 29 WR Sara Vescovi              | 25 QB Natascia Di Pietro        |
| 32 LB Melissa Pezza             | 27 WR/CB Luisa Camplone         |
| 33 FB Alice Menaballi           | 47 RB/LB Karen Crocetta         |
| 44 CB Lucia Marika Abruzzo      | 62 G Enrica Scalella            |
| 45 RB Marta Zambelli            | 63 C Andrea de Vita             |
| 52 DL Roberta de Poli           | 66 G/DL Georgina Altamira       |
| 53 DT Giulia Mazzetto           | 69 DL Sabrina Carta             |
| 69 G/DT Romina Valentino        |                                 |
| 71 DT Enza Martellotta          |                                 |
| 72 C Silvia Zampagni            |                                 |
| 82 TE/DE Nausicaa Dell'Orto     |                                 |
| 90 DT Micaela Tansella          |                                 |
| 93 DE Rozana Delhysa            |                                 |
| 97 WR/RB Elizabeth Royo Barrios |                                 |

## La partita

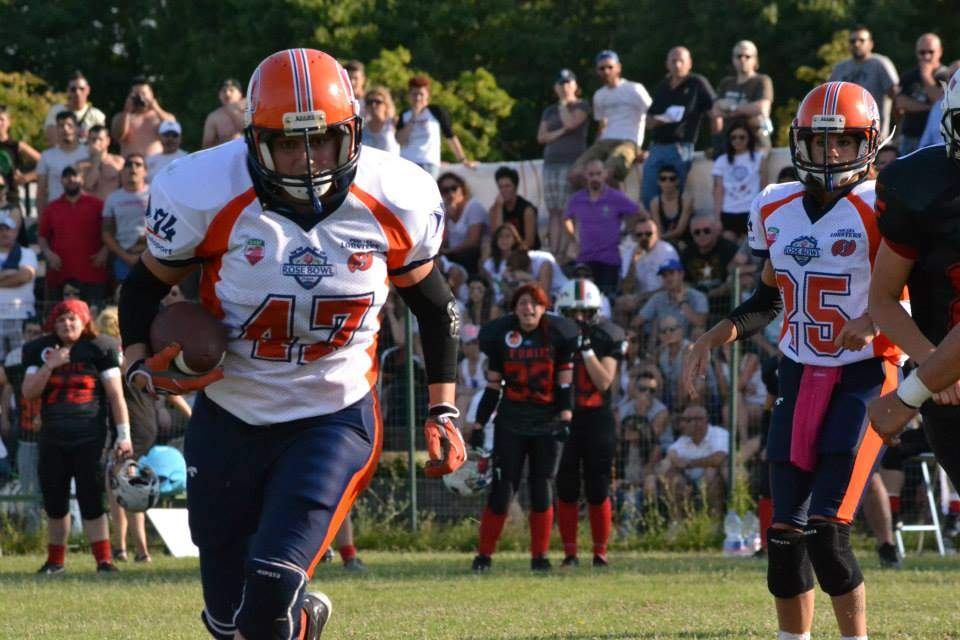
Crocetta realizza la trasformazione della vittoria.

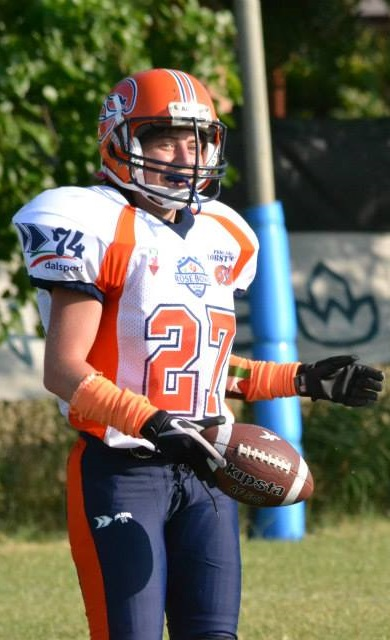
Luisa Camplone, eletta MVP del Rose Bowl, esulta dopo un TD.

La partita comincia con le Lobsters in attacco. Dopo una buona partenza iniziale delle pescaresi, con ottime corse dei propri runner, la palla passa alle Furie con la Dell'Orto brava ad intercettare, prima che tocchi terra, una palla persa dalle avversarie. Cambio possesso e Furie in attacco. Ed è subito Giorgia Pezza a mettere punti sul tabellone, con una corsa da 34 yard che porta le Furie sul punteggio di 6-0. La difesa pescarese reagisce bene ed evita la trasformazione da un punto. Palla nuovamente alle pescaresi ed è immediato pareggio con una corsa laterale di Angelica Vannozzi, brava nel leggere i blocchi e nel prendersi tutto lo spazio laterale. Anche in questo caso la trasformazione non va a buon fine. Punteggio sul 6-6. Cambio possesso ed attacco delle Furie in campo. Le ottime corse del Qb Carminati e della solita Pezza portano le Furie a poche yard dalla segnatura. Il Td del sorpasso arriva con un lancio di 10 yrds che pesca sola in End Zone Sara Vescovi, brava nella ricezione. Trasformazione questa volta che va a buon fine e punteggio sul 13-6. Il primo tempo si chiude con un paio di tentativi delle Lobsters di pareggiare prima del half time, ma non c'è più tempo. 
Il secondo tempo riparte con le Furie in attacco. Una combinazione di buone giocate portano nuovamente Giorgia Pezza alla segnatura, con una corsa di circa 24 yrds. Il Td costa caro alle Furie, che a seguito del placcaggio sulla portatrice di palla, perdono il loro miglior elemento, sino al termine del secondo tempo. Ancora una volta ottima la difesa blu-arancio nel bloccare la trasformazione. Punteggio fissato sul 19-6. Primo possesso offensivo per le Lobsters nel secondo tempo, sotto di due Td. Le abruzzesi hanno bisogno di segnare per accorciare lo svantaggio. Crocetta e Vannozzi Anna sono brave a ricoprire quasi interamente il campo e a portare la palla sino ad una yard dal Td. A questo punto ci pensa Anna Vannozzi a varcare la linea della end zone. Nulla la trasformazione, seguito di un fumble offensivo. Punteggio sul 19-12. Ora le Lobsters hanno bisogno di tutta l'energia necessaria per recuperare la palla e tornare in attacco per tentare il pareggio. Carminati e le sue compagne tentano di percorrere più yard possibili per far trascorrere il tempo, ma la difesa pescarese riesce ad arginare il forte attacco avversario e a non concedere più dei 4 tentativi. Palla recuperata ed attacco in campo. I primi tentativi di guadagnare campo sono neutralizzati dalla difesa milanese. Difesa che però si lascia sorprendere da una ottima reverse giocata sull'asse Di Pietro-Camplone, che porta quest'ultima a correre per 46 yrds e a raggiungere le Furie a -1. La trasformazione di Crocetta porta il punteggio sul definitivo 19-19. Si va all'overtime. Possesso alle Furie che avranno quattro tentativi dalle 20 yrds delle Lobsters per segnare. In campo nuovamente Giorgia Pezza, che nonostante sia a mezzo servizio, riesce a segnare il suo 3 Td personale. La trasformazione è bloccata dalla difesa pescarese. Palla in mano a Di Pietro, qb abruzzese, che avrà 4 tentativi dalle 20 delle Furie per pareggiare. Pareggio che arriva quasi immediatamente con una bellissima corsa di Camplone, che si invola solitaria in End Zone. Punteggio sul 25-25 ma con la possibilità per le Lobsters di trasformare il Td. Palla consegnata nelle sicure mani di Crocetta, che si allarga sulla destra e segna il punto della vittoria. Punteggio finale 26-25 e il primo Rosebowl della storia del Campionato Femminile di Football Americano va alle Lobsters Pescara.

## Curiosità
- Il premio per la miglior runningback del campionato, andato alla giocatrice delle Furie Giorgia Pezza, è intitolato alla memoria di Erika Lazzari, giocatrice delle Neptunes Bologna morta a 26 anni. A consegnare il premio, sono stati i genitori e il fidanzato di Erika.